# A. Ole Philipsen
A. Ole Philipsen er formand for Centralorganisationen Søfart siden stiftelsen i 2005.
A.Ole Philipsen har sejlet i en årrække som hovmester i handelsskibe i rederier som DFDS, A.P.Møller, Kosan Tankers m.f. og sidste stilling var som hovmester på skoleskibet Danmark i 1999. Han været faglig aktiv siden 1997, hvor han indvalgtes i bestyrelsen for Dansk Sø-Restaurations Forening (DSRF). Den 1. maj 1999 blev han ansat som formand / Forretningsfører for DSRF. Efter fusionen den 1. januar 2011 mellem Dansk Sø-Restaurations Forening og Dansk Metal, blev A.Ole Philipsen formand for Dansk Metal Maritime Afdeling 